# Шарлотта де Вітте
Шарлотта де Вітте (англ. Charlotte de Witte) — ді-джей та продюсер звукозапису з Бельгії, найбільш відома своїм «похмурим і оголеним» брендом мінімального техно та ейсід-техно. Деякий час виступала під псевдонімом Raving George. Засновник музичного лейблу KNTXT.

## Нагороди та номінації

### DJ Awards
| Рік  | Номінація          | Категорія          | Результат | Ref.  |
| ---- | ------------------ | ------------------ | --------- | ----- |
| 2018 | Charlotte de Witte | Best Techno Artist | Номінація | [ 4 ] |
| 2019 | Charlotte de Witte | Techno Award       | Перемога  | [ 5 ] |

### DJ Magazineтоп 100 ді-джеїв
| Рік  | Позиція | Примітки             | Ref.  |
| ---- | ------- | -------------------- | ----- |
| 2019 | 74      | Включена до рейтингу | [ 6 ] |
| 2020 | 32      | ▲ 42                 | [ 6 ] |
| 2021 | 23      | ▲ 9                  | [ 6 ] |

### DJ Magazineальтернативний рейтинг топ 100 ді-джеїв
| Рік  | Позиція | Примітки             | Ref.   |
| ---- | ------- | -------------------- | ------ |
| 2018 | 17      | Включена до рейтингу | [ 7 ]  |
| 2019 | 7       | ▲ 10                 | [ 8 ]  |
| 2020 | 1       | ▲ 6                  | [ 9 ]  |
| 2021 | 1       | -                    | [ 10 ] |